# Annette Schultz
Annette Schultz (obecnie Klatt, ur. 1 września 1957 w Jenie) – niemiecka siatkarka, medalistka igrzysk olimpijskich, dwukrotna medalistka mistrzostw Europy.

## Życiorys
Schultz była w składzie reprezentacji Niemiec Wschodnich, która zdobywała srebrne medale podczas mistrzostw Europy w 1977 i 1979. Wystąpiła na igrzyskach olimpijskich 1980 w Moskwie. Zagrała wówczas we wszystkich trzech meczach fazy grupowej, wygranym półfinale z Bułgarią oraz w przegranym finale ze Związkiem Radzieckim. W reprezentacji NRD występowała w latach 1976–1982.
Grała w klubach Berliner TSC i TvdB Bremen. Jest zastępcą przewodniczącego klubu siatkarskiego Berlin Brandenburger Sportclub.